# Delosperma inaequale
Delosperma inaequale är en isörtsväxtart som beskrevs av L. Bol.. Delosperma inaequale ingår i släktet Delosperma, och familjen isörtsväxter. Inga underarter finns listade i Catalogue of Life.